# Ectropis basalis
Ectropis basalis är en fjärilsart som beskrevs av Claude Herbulot 1981. Ectropis basalis ingår i släktet Ectropis och familjen mätare. Inga underarter finns listade i Catalogue of Life.